# Epithemiaceae
Famille
Les Epithemiaceae sont une famille d'algues de l'embranchement des Bacillariophyta (Diatomées), de la classe des Bacillariophyceae et de l’ordre des Rhopalodiales.

## Étymologie
Le nom de la famille vient du genre type Epithemia (en), composé de epi-, sur, et -them, « ce qui est posé ; amas », littéralement « amas posé au dessus ».

## Liste des genres
Selon le World Register of Marine Species (5 juillet 2022) :
- Tetralunata Hamsher, Graeff, Stepanek & Kociolek, 2014

## Systématique
La famille des Epithemiaceae est attribuée, en 1860, au botaniste et phycologue germano-autrichien Albert Grunow (d) (1826-1914).
La famille des Epithemiaceae n'est pas recensée par l''AlgaeBase. Les autorités parenthétiques n'étant pas autorisées au-dessus du niveau du genre, le nom Epithemiaceae Grunow, 1860 était superflu (d) (et donc illégitime) lorsqu'il a été proposé car il incluait Eunotia, le genre type des Eunotiaceae. La famille des Epithemiaceae n'a pas été proposée pour la conservation par rapport aux Rhopalodiaceae.
Ainsi, l'IRMNG (5 juillet 2022) et The Taxonomicon (5 juillet 2022) placent les Epithemiaceae en synonyme des Rhopalodiaceae (Karsten) Topachevs'kyj & Oksiyuk, 1960, dans laquelle le genre type Epithemia F.T. Kützing, 1844 et le genre Tetralunata sont intégrés, mais la DiatomBase et donc le World Register of Marine Species (5 juillet 2022) et GBIF (5 juillet 2022) reconnaissent cette famille et lui attribuent le seul genre Tetralunata.